# ریچارد گریگوری
ریچارد لنگتون گریگوری (انگلیسی: Richard Langton Gregory) زادهٔ ۲۴ ژوئیهٔ ۱۹۲۳ و مرگ به تاریخ ۱۷ مهٔ ۲۰۱۰م، یک روان‌شناس بریتانیایی بود.

 گریگوری سالها استاد روان‌شناسی اعصاب در دانشگاه بریستول بود. همچنین وی در مجموعه ای از برنامه‌های تلویزیونی بریتانیا، کارشناس علمی حاضر یا مشاور پشت صحنه بود. از قلم وی چند کتاب در ارتباط با مغز و دستگاه بینایی به یادگار مانده‌است.